# Grupo Nórdico

Satélites irregulares de Saturno. El diagrama ilustra el grupo nórdico en relación con otros satélites irregulares de Saturno. La excentricidad de las órbitas está representada por los segmentos amarillos (que se extienden desde el pericentro hasta el apocentro) con la inclinación representada en el eje Y.

El grupo nórdico es un grupo de satélites irregulares retrógrados de Saturno. Sus semiejes mayores oscilan entre 12 y 24 Gm, sus inclinaciones entre 136° y 175°, excentricidades entre 0,13 y 0,77.  Diferenciados del grupos inuit y galo, sus órbitas están muy dispersas y se estima de este grupo está compuesto por subgrupos con parámetros físicos y orbitales más homogéneos. Pues se cree que los satélites con las inclinaciones entre 174 grados comprenden al menos dos subgrupos. Ocho satélites son del subgrupo Skadi. Sus semiejes mayores oscilan de 15 y 20 Gm, sus inclinaciones 147° y 158°.
Narvi forma un subgrupo separado con Bestla. La Unión Astronómica Internacional (UAI) les ha dado nombres de los seres de la mitología nórdica para estas lunas. La excepción es Febe su nombre es de la Titánide de (mitología griega), la más grande del grupo, que fue descubierta mucho antes que los demás satélites.
Se descubrió 17 lunas en este grupo que se anunció en octubre de 2019. Un equipo dirigido por Scott S. Sheppard se utilizó el Telescopio Subaru en Mauna Kea hallando 20 lunas nuevas, cada una de unos 5 kilómetros (3,1 mi) de diámetro. Se cree que 17 de estos son del grupo nórdico. Uno de ellos es la luna más distante de Saturno. Se anunció un concurso público de nombres para estas lunas, restringido a nombres de la mitología nórdica. Diez de estas lunas recibieron nombres oficiales en agosto de 2022.
- Febe
- Skadi (subgrupo Skadi)
- S/2004 S 37
- S/2007 S 2
- Skoll (subgrupo Skadi)
- Hyrrokkin (subgrupo Skadi)
- Greip
- Mundilfari
- S/2004 S 13
- S/2006 S 1 (subgrupo Skadi)
- S/2007 S 3
- Suttungr
- Gridr
- Jarnsaxa
- Narvi (subgrupo Narvi)
- Bergelmir (subgrupo Skadi)
- Hatí
- S/2004 S 17
- S/2004 S 12
- Eggthér
- Farbauti (subgrupo Skadi)
- Thrymr
- Bestla (subgrupo Narvi)
- S/2004 S 7
- Aegir
- Beli (subgrupo Skadi)
- Angrboda
- Gerd
- Gunnlod (subgrupo Skadi)
- Skrymir
- S/2006 S 3 (subgrupo Skadi)
- Alvaldí
- Kari (subgrupo Skadi)
- S/2004 S 28
- Loge
- Geirrod (subgrupo Skadi)
- fenrir
- Ymir
- Surtur
- Thiazzi
- S/2004 S 21 (subgrupo Skadi)
- S/2004 S 39
- S/2004 S